# Sclerostomus costatus
Sclerostomus costatus es una especie de coleóptero de la familia Lucanidae. La especie fue descrita científicamente por Frederick William Hope y John Obadiah Westwood en 1845.

## Subespecies
- Sclerostomus costatus costatus (Hope y Westwood, 1845)

= Sclerognathus costatus Hope y Westwood, 1845
= Scortizus costatus cuniculus Dejean, 1837 (nomen nudum)
= Scortizus costatus cuniculus Thomson, 1862
= Hemicardanus costatus interruptocarinulatus Heller, 1927
- Sclerostomus costatus genalis (Lüderwaldt, 1935)

= Sclerognathus genalis Lüderwaldt, 1935

## Distribución geográfica
Habita en Argentina y Brasil.